# Pablo Camarena
Pablo Camarena fue un militar mexicano que participó en la Revolución mexicana. Llegó a general brigadier. Primero fue constitucionalista, pero luego fue gobernador convencionista del estado de Guanajuato. 